# Obciążenia zewnętrzne
Obciążenia zewnętrzne, siły zewnętrzne – oddziaływania, jakim podlega ciało lub układ konstrukcyjny ze strony jego otoczenia. W ogólności mogą to być przyłożone do niego pewne obciążenia skupione (siły lub momenty) bądź rozłożone na pewnej jego powierzchni. Do takich obciążeń zalicza się również oddziaływania termiczne.